# Béby Frediani
Aristodemo Frediani, más conocido como Béby Frediani (Bielefeld, 1880-Castres, 1958) fue un payaso y artista de circo italiano.

## Trayectoria
Era hijo de Emilia Yacopinni y Augusto Frediani, acróbata, fundadores y directores del Circo Toscano. Su hermano Guglielmo (Willy) fue también un artista circense. Ambos destacaron por sus números de equilibrio y saltos acrobáticos. En su juventud actuó con su hermano en un número de acrobacia ecuestre que fue presentado en el Nouveau Cirque de París en 1900 y en el Ringling Brothers and Barnum & Bailey Circus en 1908.
En 1918, a causa de las múltiples heridas que tenía por diversas caídas, dejó la acrobacia y se pasó al rol de payaso, del tipo augusto. Vestía un traje a cuadros con sombrero tipo hongo y unos grandes zapatones, que definieron uno de los prototipos más comunes del augusto. 
Más tarde conoció a Antonet y formaron un dúo de payasos, su primera actuación juntos fue en España y llegaron a actuar en el antiguo Circo Price de Madrid, y entre 1923 y 1934, en circos parisinos, como el Nouveau Cirque, el Cirque de Paris y el Cirque d'Hiver.
Esta fue una de las mejores parejas de payasos que ha existido. Frediani y Antonet cambiaron el clásico papel listo-tonto de los payasos carablanca-augusto: el carablanca Antonet hacía de ingenuo y el augusto Frediani de malicioso.
Debido a la enfermedad de Antonent, se separaron en 1934 y comenzó a trabajar con otros payasos, como Maïss, Pastis, Alex y Pipo.A partir de este momento, comenzó también su trayectoria como actor en el cine.

## Filmografía
- 1934: Les Affaires publiques, de Robert Bresson
- 1935: Juanita, de Pierre Caron
- 1936: Les Frères Delacloche, de Maurice Kéroul
- 1938: La Vie des artistes, de Bernard Roland
- 1945: Vingt-quatre heures de la vie d'un clown
- 1952: Une fille dans le soleil, de Maurice Cam